# Weißer Burgunder
Der Pinot blanc, Weißer Burgunder, Weißburgunder, Pinot bianco oder Klevner ist eine Weißweinsorte. Sie ist seit dem 14. Jahrhundert bekannt und wird zu den Burgundersorten gezählt.

## Abstammung, Herkunft
Als Heimat der Pinotsorten wird das Gebiet zwischen Genfer See (Schweiz) und dem Rhônetal (Frankreich) vermutet. Der Pinot blanc entstand durch eine Mutation aus dem Pinot Noir, den es möglicherweise seit 2.000 Jahren gibt. Im Schweizer Kanton Wallis wird auch der Pinot blanc als traditionelle Rebsorte betrachtet.
Der Orden der Zisterzienser brachte den Pinot blanc im Mittelalter in den Rheingau, von hier verbreitete sie sich dann in ganz Europa. In Frankreich ist die Sorte im Jahre 1895 im Burgund beschrieben worden, von deutschen Ampelografen jedoch bereits im frühen 19. Jahrhundert.
Obwohl man die Unterschiede früh erkannt hat, wurden die Sorten Pinot blanc und Chardonnay im Weingarten wegen der großen Ähnlichkeit nicht auseinandergehalten und bis in die Mitte des vorigen Jahrhunderts gemeinsam kultiviert. Es zeigten sich aber mit zunehmender Bedeutung des Weinbaues doch wichtige Unterschiede in der Kultivierung der beiden Sorten. Im Burgund wurde der Sorte Chardonnay, wegen der etwas früheren Reife und geringeren Botrytisanfälligkeit, der Vorzug gegeben. Heute ist der Weiße Burgunder in seinem Ursprungsgebiet praktisch verschwunden.
Der französische Begriff „Pinot“ leitet sich wahrscheinlich von der lang gezogenen Form der Pinot-Trauben ab, die dem Zapfen einer Kiefer (frz. „pin“) recht ähnlich sind. Die im deutschsprachigen Raum übliche Bezeichnung „Burgunder“ ist keine Übersetzung des französischen Namens, sondern eine Gebietsbezeichnung.

## Ampelographische Sortenmerkmale
Lange Zeit wurde nicht zwischen dem Pinot blanc, dem Chardonnay und dem Auxerrois differenziert, da alle drei Sorten sehr ähnlich sind. Hier eine Übersicht über die wichtigsten ampelografischen Merkmale.

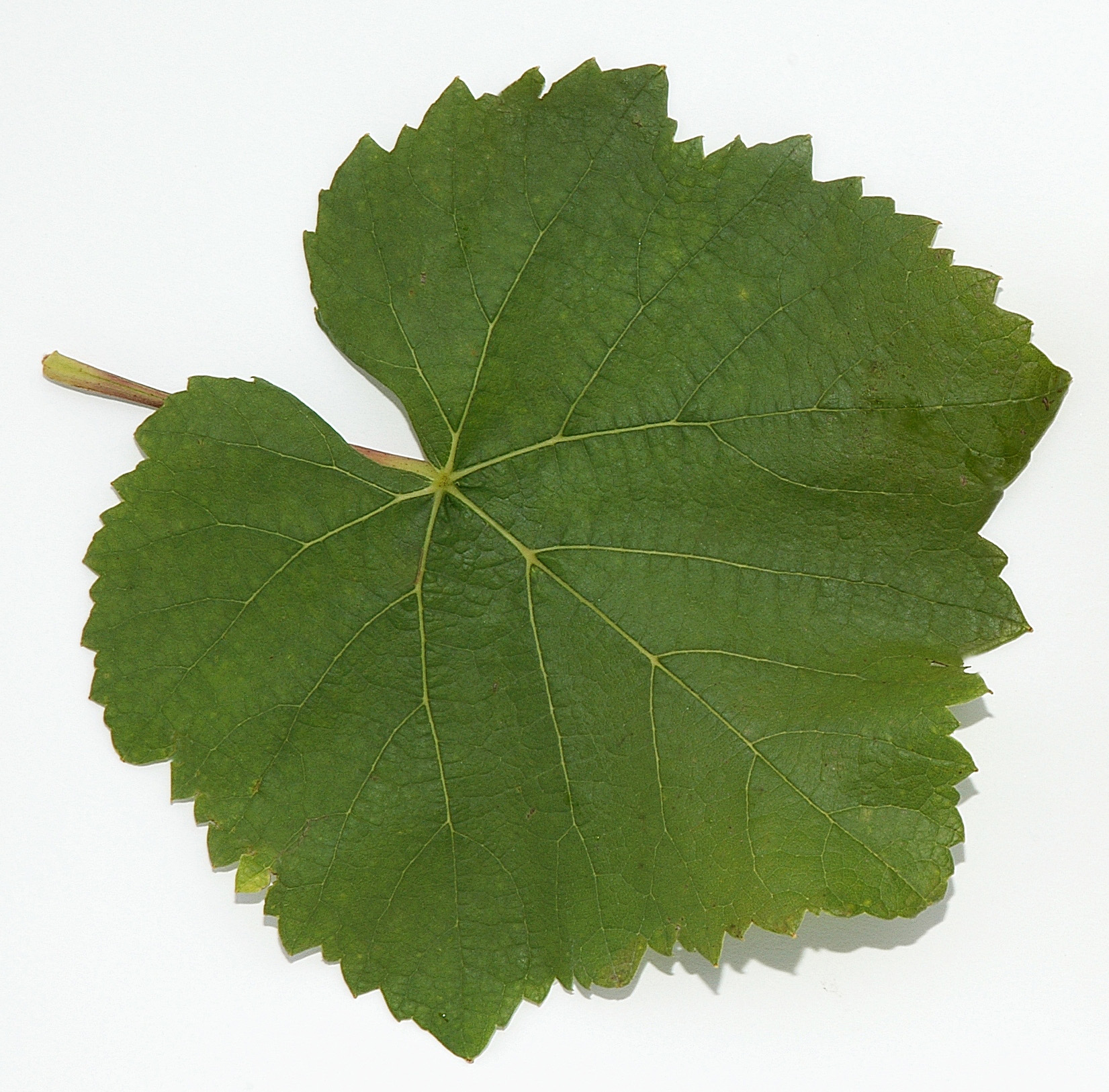
Blatt – Pinot Blanc
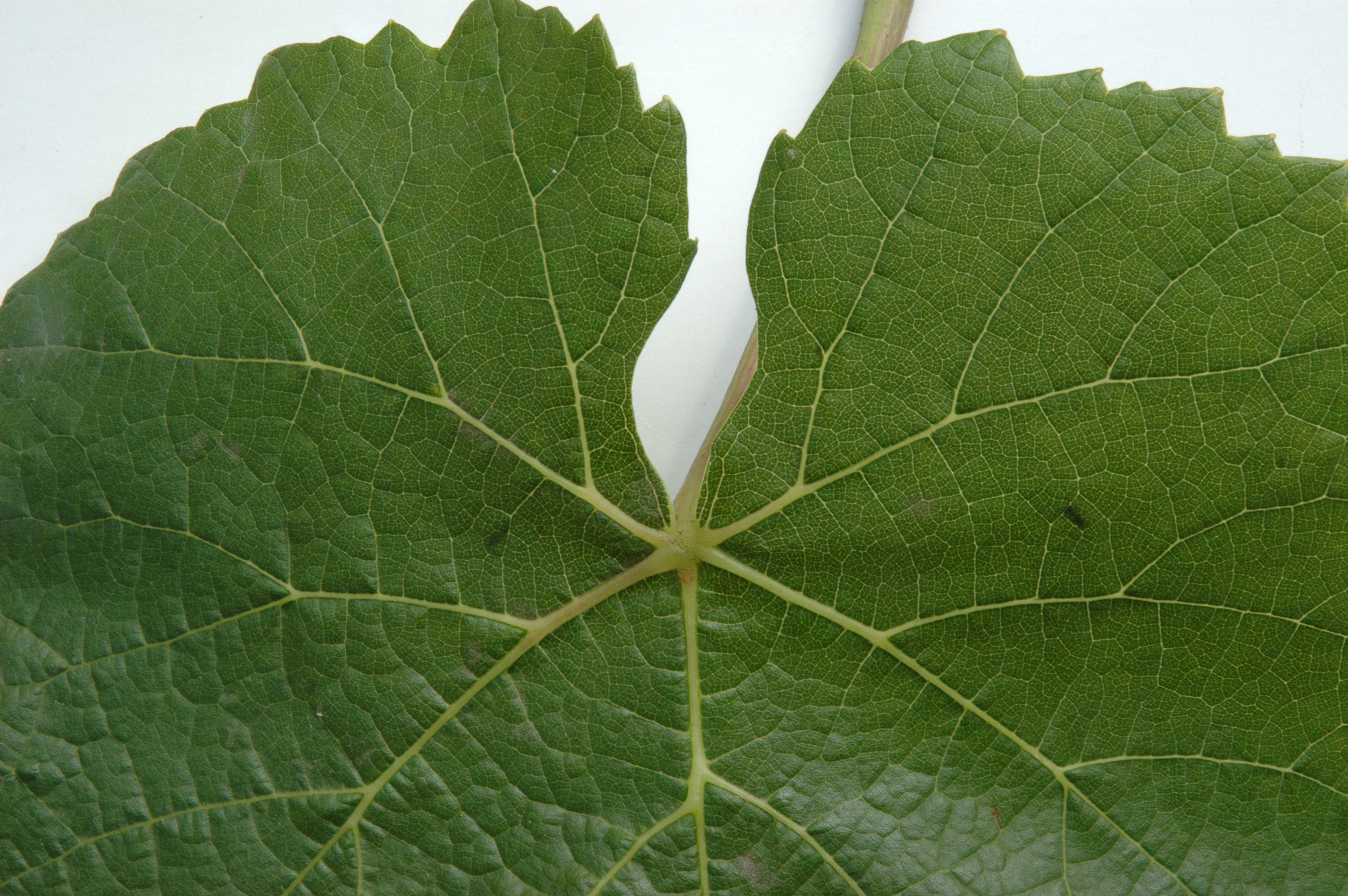
Stielbucht mit V-förmiger Basis und leicht überlappend – Pinot Blanc
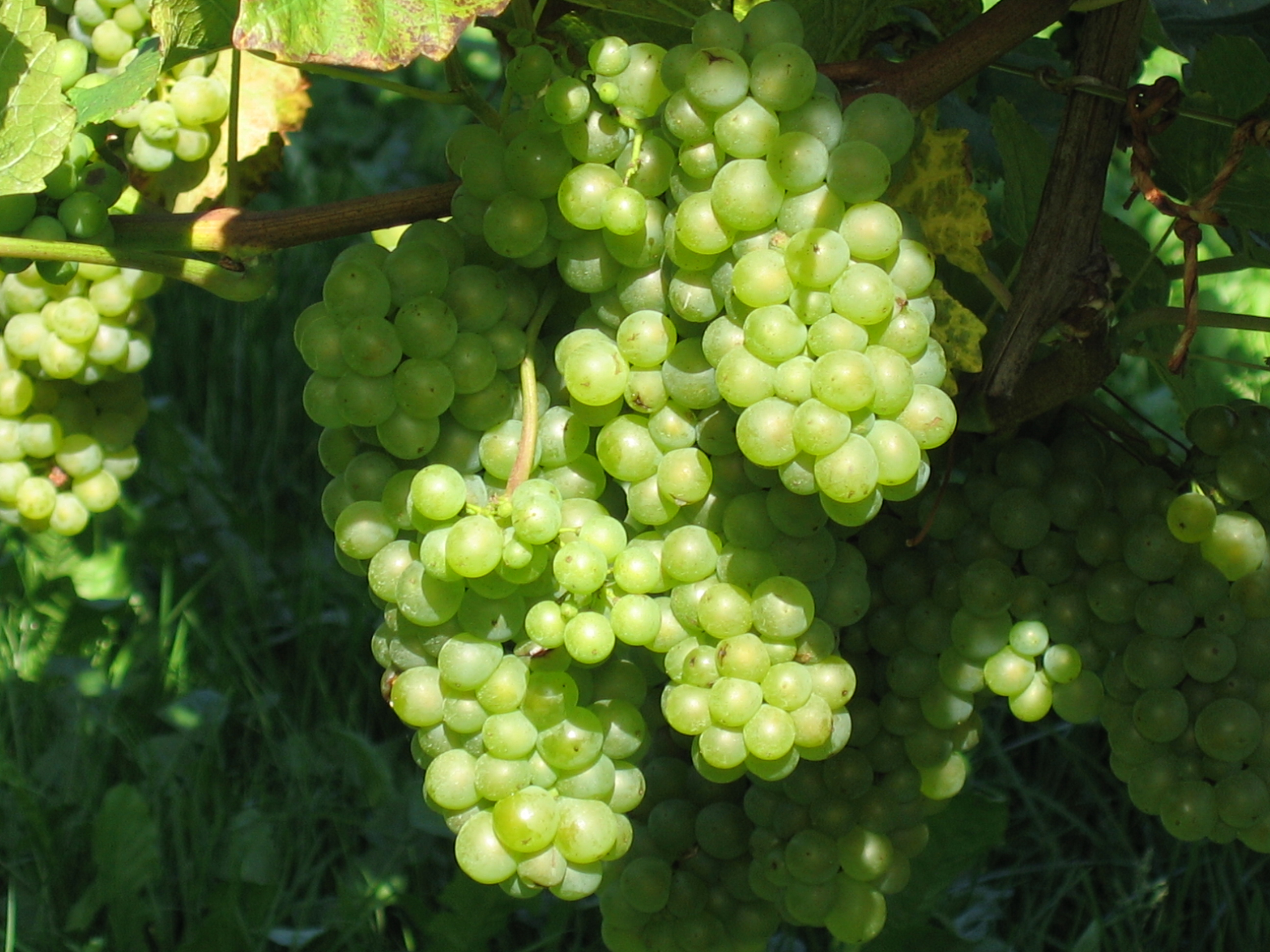
Trauben – Pinot Blanc
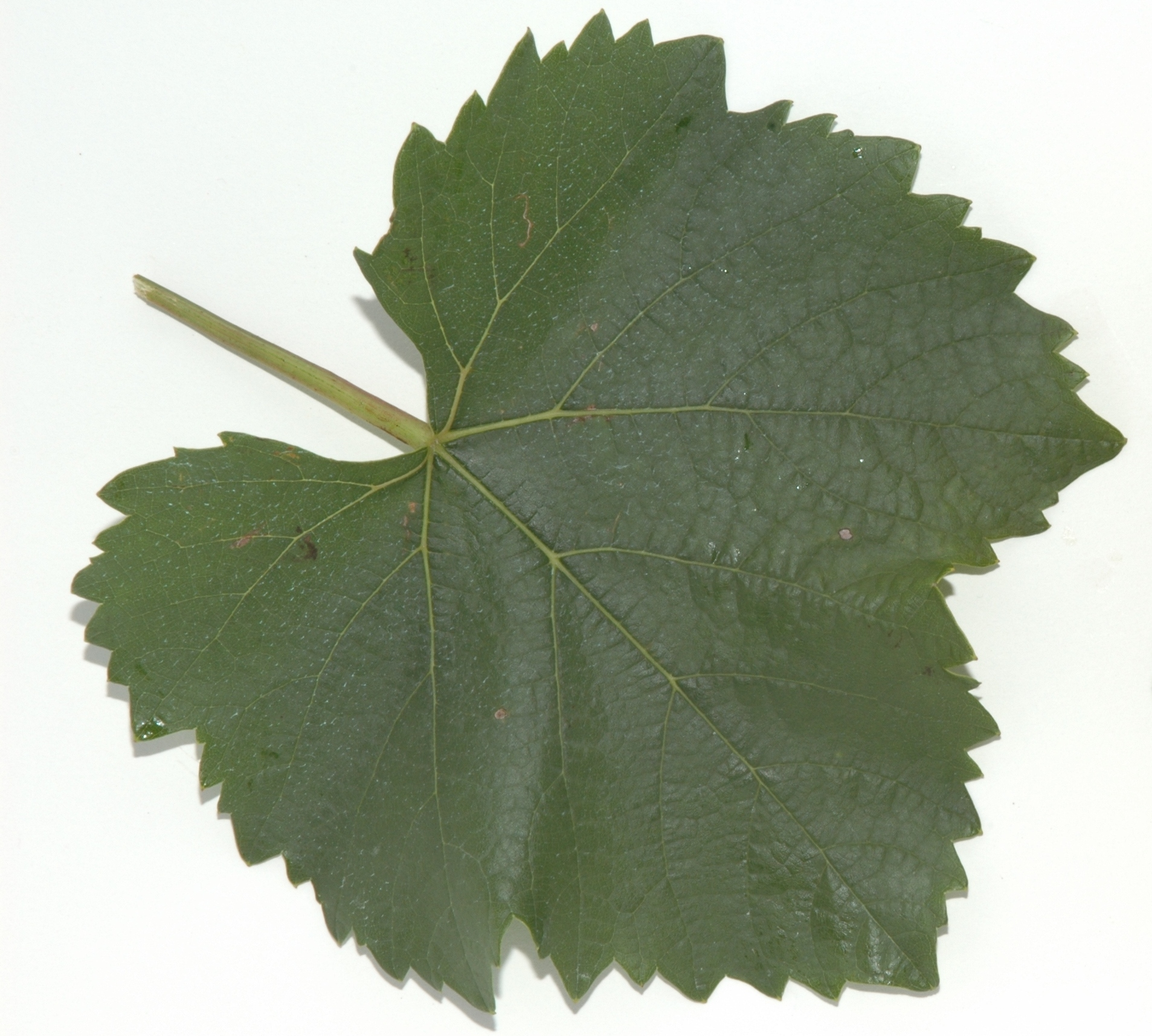
Blatt – Auxerrois
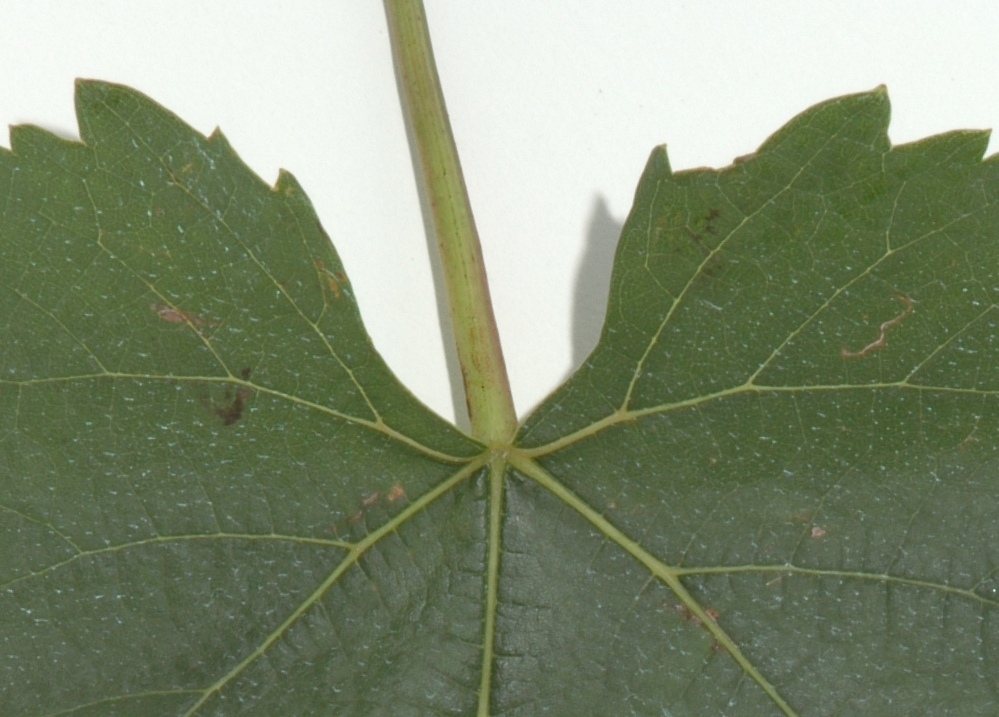
Stielbucht – Auxerrois
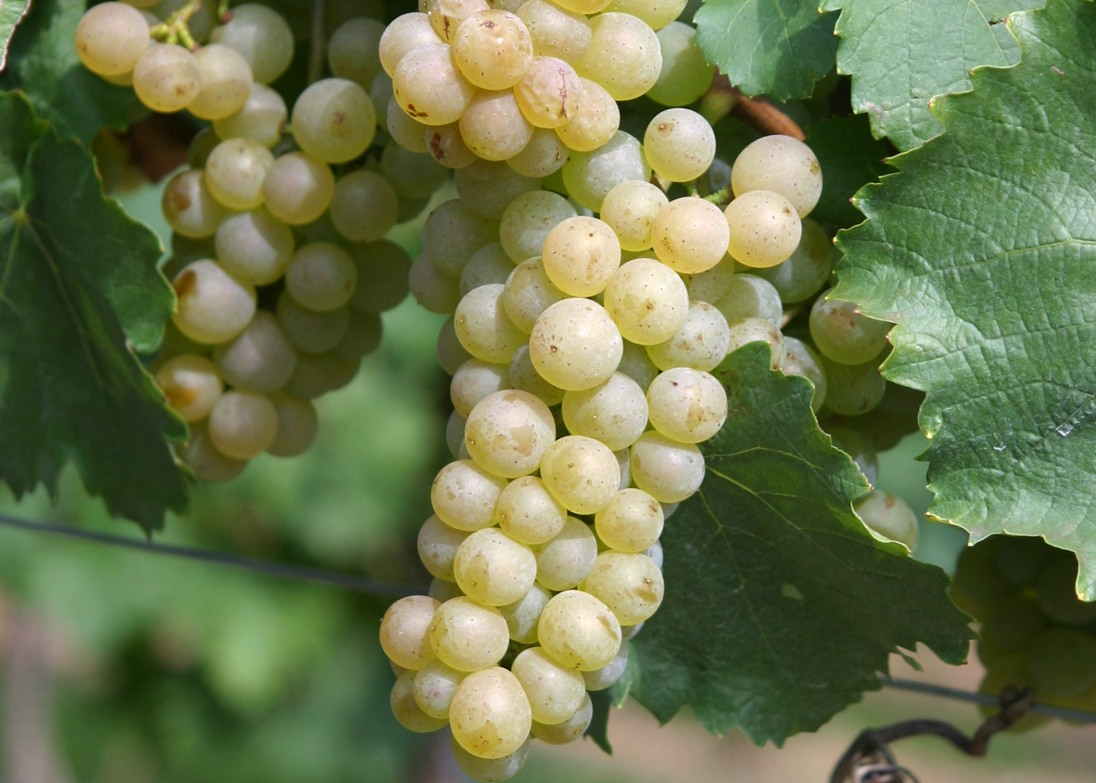
Trauben – Auxerrois
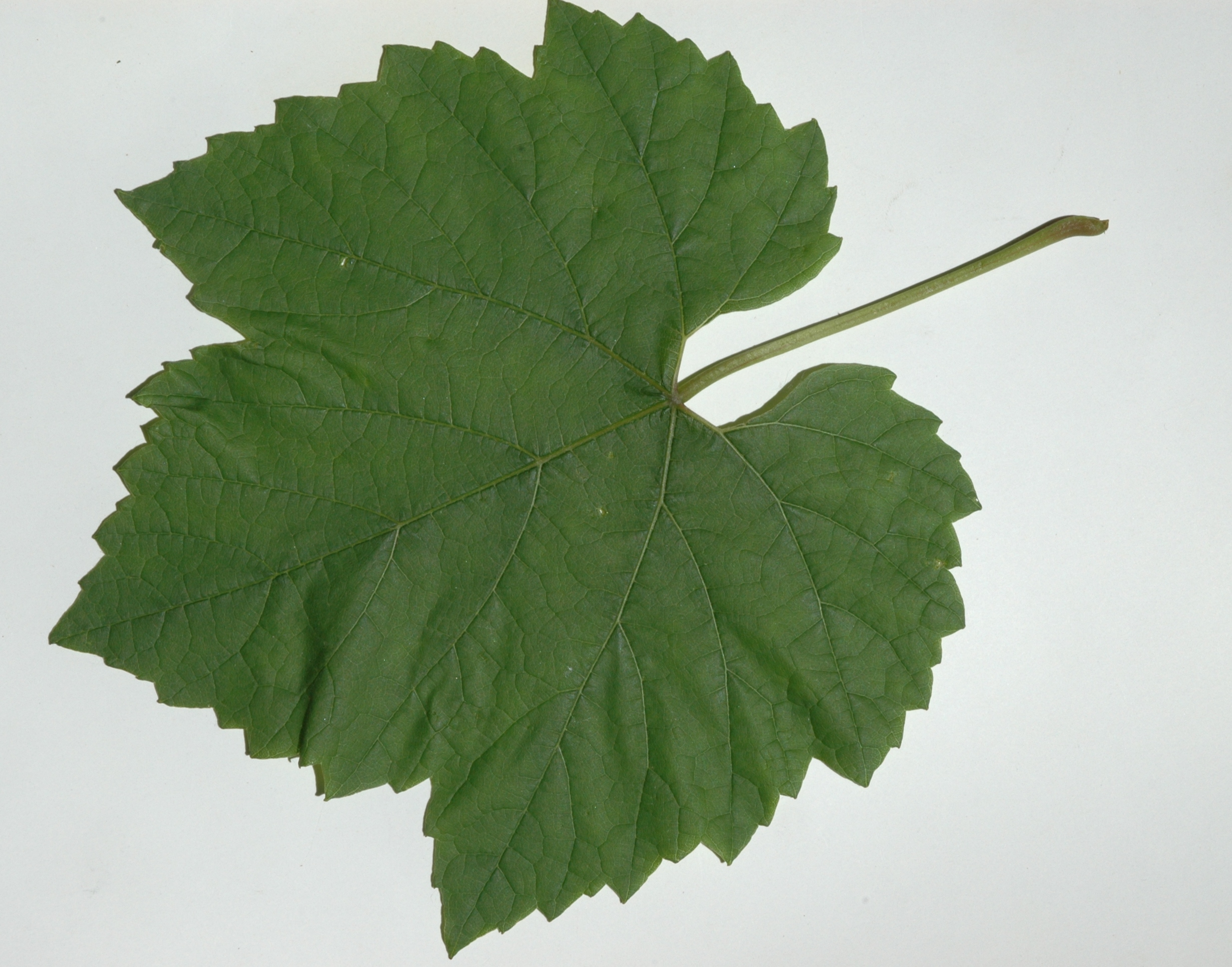
Blatt – Chardonnay
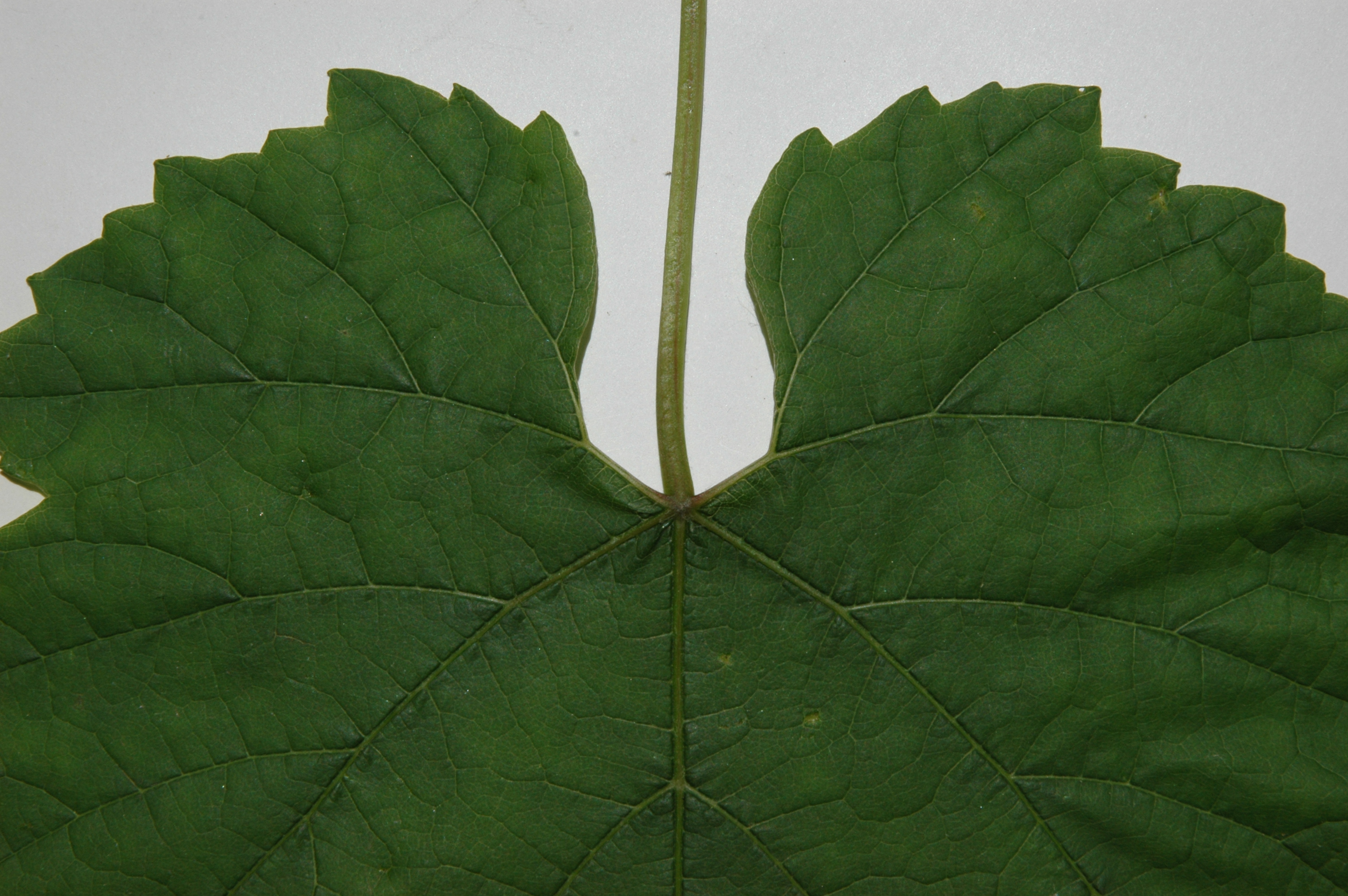
U- bis V-förmig offene und nackte (beidseitig von Nerven begrenzt) Stielbucht von Chardonnay
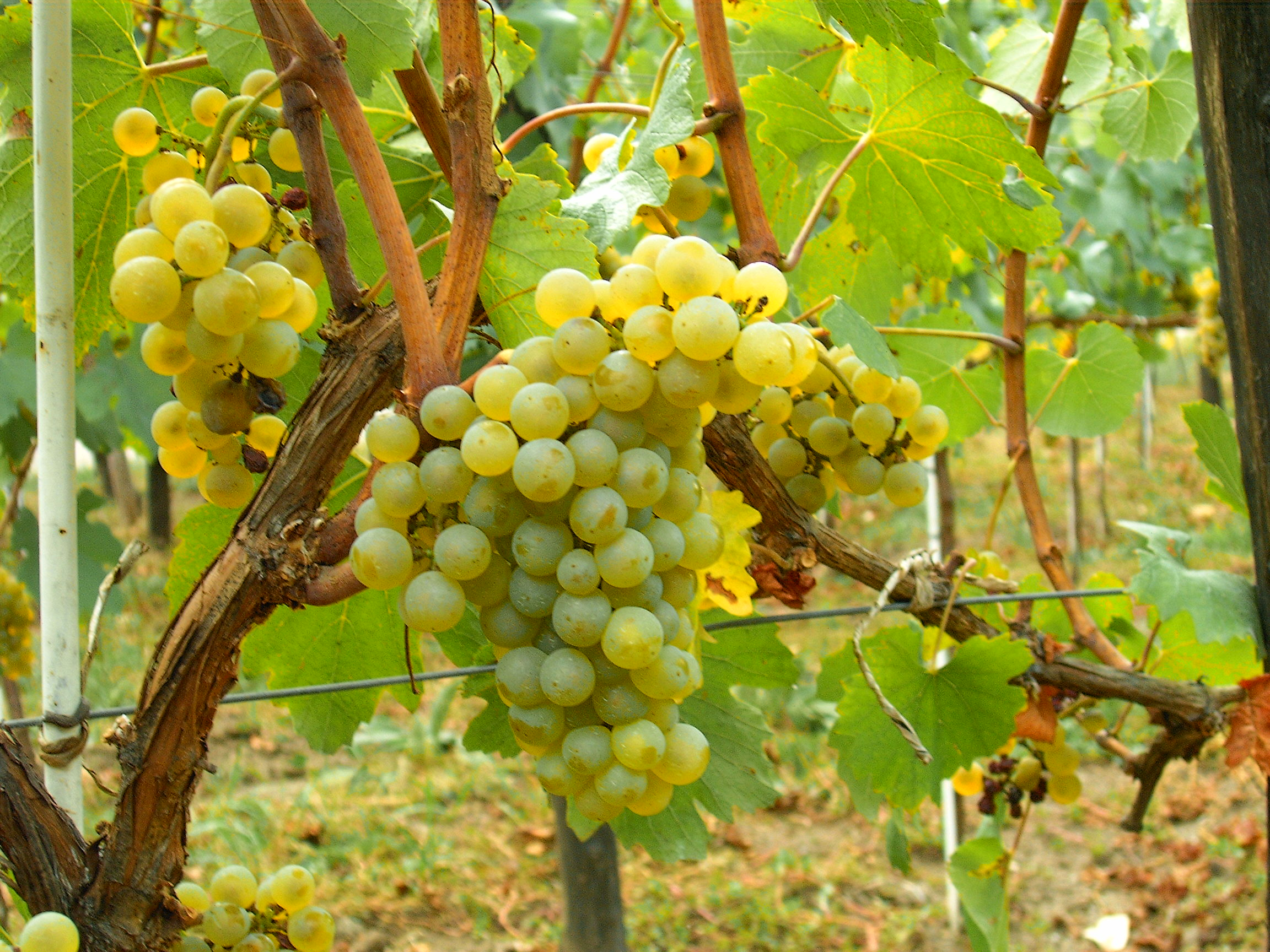
Traube – Chardonnay

- Die Triebspitze ist offen. Sie ist stark weißlich hellgrün behaart.
- Der Triebwuchs ist mittelstark mit dichter Belaubung.
- Die Jungblätter sind anfangs spinnwebig behaart, um später fast unbehaart zu sein.
- Die mittelgroßen dunkelgrünen Blätter sind in der Form annähernd ein gleichseitiges Fünfeck, meist ganz oder schwach dreilappig, selten jedoch schwach angedeutet fünflappig. Die Stielbucht ist V-förmig offen und die Stielbuchtader ist belappt. Das Blatt ist stumpf gezähnt. Die Zähne sind im Vergleich der Rebsorten mittelgroß. Die Blattoberfläche ist blasig derb.
- Die walzenförmige Traube ist selten geschultert, mittelgroß, dichtbeerig und hat kleine bis mittelgroße, grüngelb gefärbte Beeren mit einer dünnen Beerenhaut. Die Beeren können einen hohen Zuckergehalt erreichen und das Fruchtfleisch ist saftig und besitzt eine dezente Fruchtnote.

Der Weiße Burgunder ist erst ab Beginn der Reifephase (Farbumschlag der Beeren) sicher vom Blauen Burgunder und Ruländer unterscheidbar.
Reife: mittelspät

## Eigenschaften
Im Weingarten gibt es beim Anbau von Weißem Burgunder wenig Probleme. Sie ist jedoch nicht für zu leichte und trockene Böden geeignet. Die Sorte liefert in guten Lagen und bei guter Reife Weine mit hoher Qualität mit guter Haltbarkeit. Die dichtbeerigen Trauben lassen sich gut mit Gibberellinsäure (GA3), einem Phytohormon, ausdünnen. Dadurch wird einem Botrytisbefall vorgebeugt.
Nachteilig bei der Sorte ist die mittlere Winterfrostwiderstandsfähigkeit, dass sie hohe Lageansprüche stellt, und dass für gute Weinqualität ein hohes Mostgewicht erforderlich ist. Weißer Burgunder ist anfällig für Chlorose und Botrytis und wird verstärkt vom Traubenwickler befallen.

## Ansprüche an Boden und Standort
Die Sorte benötigt gute Böden mit ausreichender Wasserspeicherfähigkeit und einen höheren Kalkgehalt. Mittelschwere Böden und warme Lagen sind für eine gute Weinqualität notwendig. Auf Sand- und Gesteinsböden erreicht der Wein nur wenig Extrakt – dünne Weine. Ungeeignet sind feuchte und kalkarme Böden – Weine bekommen einen untypischen Geschmack.

## Ertrag
mittelhoch, regelmäßig

## Verbreitung
Der Weiße Burgunder wird in vielen europäischen Ländern angebaut, vor allem in Deutschland, Italien, Österreich und Frankreich.
Wegen der großen Ähnlichkeit mit der Sorte Chardonnay wurde früher in manchen Ländern bei der Flächenerfassung der Weingärten kein Unterschied zwischen Chardonnay und Pinot Blanc gemacht, sodass statistisches Zahlenmaterial bis in die 1980er Jahre unzuverlässig war. In Italien beispielsweise wurden erst 1978 ernsthafte Erhebungen begonnen, um den Anteil von Chardonnay in den Weingärten zu bestimmen bzw. vom Pinot Bianco zu trennen. Daher taucht der Chardonnay in italienischen Statistiken erst ab den frühen 1980er Jahren auf. In Österreich wurde beide Sorten noch bis zur Weingartenerhebung 1999 in Summe erfasst. In Deutschland wurde Chardonnay erst 1994 vom Bundessortenamt zum Anbau zugelassen.
Weltweite Anbauflächen der Rebsorte Weißer Burgunder. Sie nimmt im weltweiten Rebsortenflächenranking 2016 den Rang 55 ein.
| Land                   | Rebfläche ha |
| ---------------------- | ------------ |
| Argentinien            | 6            |
| Brasilien              | 1            |
| Chile                  | 10           |
| China                  | 2            |
| Deutschland            | 3941         |
| Frankreich             | 1280         |
| Georgien               | 219          |
| Italien                | 3086         |
| Kanada                 | 125          |
| Kroatien               | 188          |
| Luxemburg              | 162          |
| Moldawien              | 350          |
| Neuseeland             | 16           |
| Österreich             | 1914         |
| Portugal               | 22           |
| Russland               | 695          |
| Schweiz                | 105          |
| Slowakei               | 523          |
| Slowenien              | 525          |
| Südafrika              | 14           |
| Tschechien             | 732          |
| Ukraine                | 338          |
| Ungarn                 | 237          |
| Vereinigtes Königreich | 23           |
| Uruguay                | 9            |
| USA                    | 269          |
| Weltanbaufläche 2010   | 14792        |

### Deutschland
In Deutschland wird die Sorte vor allem in Baden, der Pfalz und in Rheinhessen kultiviert. Insgesamt gab es im Jahr 2018 5.334 ha Weißer Burgunder in Deutschland. Damit hat Deutschland weltweit die umfangreichste bestockte Weißburgunder-Rebfläche.
| Anbaugebiet          | Fläche [ha] (2019) |
| Deutschland          | 5.747              |
| Baden-Württemberg    | 1.767              |
| Württemberg          | 187                |
| Baden                | 1.418              |
| Bayern               | 207                |
| Franken              | 204                |
| Hessen               | 81                 |
| Hessische Bergstraße | 25                 |
| Rheingau             | 56                 |
| Rheinland-Pfalz      | 3.504              |
| Ahr                  | 20                 |
| Mittelrhein          | 21                 |
| Mosel                | 355                |
| Nahe                 | 313                |
| Rheinhessen          | 1.455              |
| Pfalz                | 1.353              |
| Neue Bundesländer    | 162                |
| Saale-Unstrut        | 109                |
| Sachsen              | 61                 |

### Österreich
Österreich hat 2015 eine Anbaufläche von 1916 ha. Die Rebsorte ist in allen Weinbaugebieten von Österreich vertreten und verteilt sich auf folgende Anbauflächen:
| Anbaugebiet      | Fläche [ha](2020) |
| ---------------- | ----------------- |
| Burgenland       | 459,18            |
| Niederösterreich | 819,42            |
| Steiermark       | 789               |
| Wien             | 50,48             |

## Wein

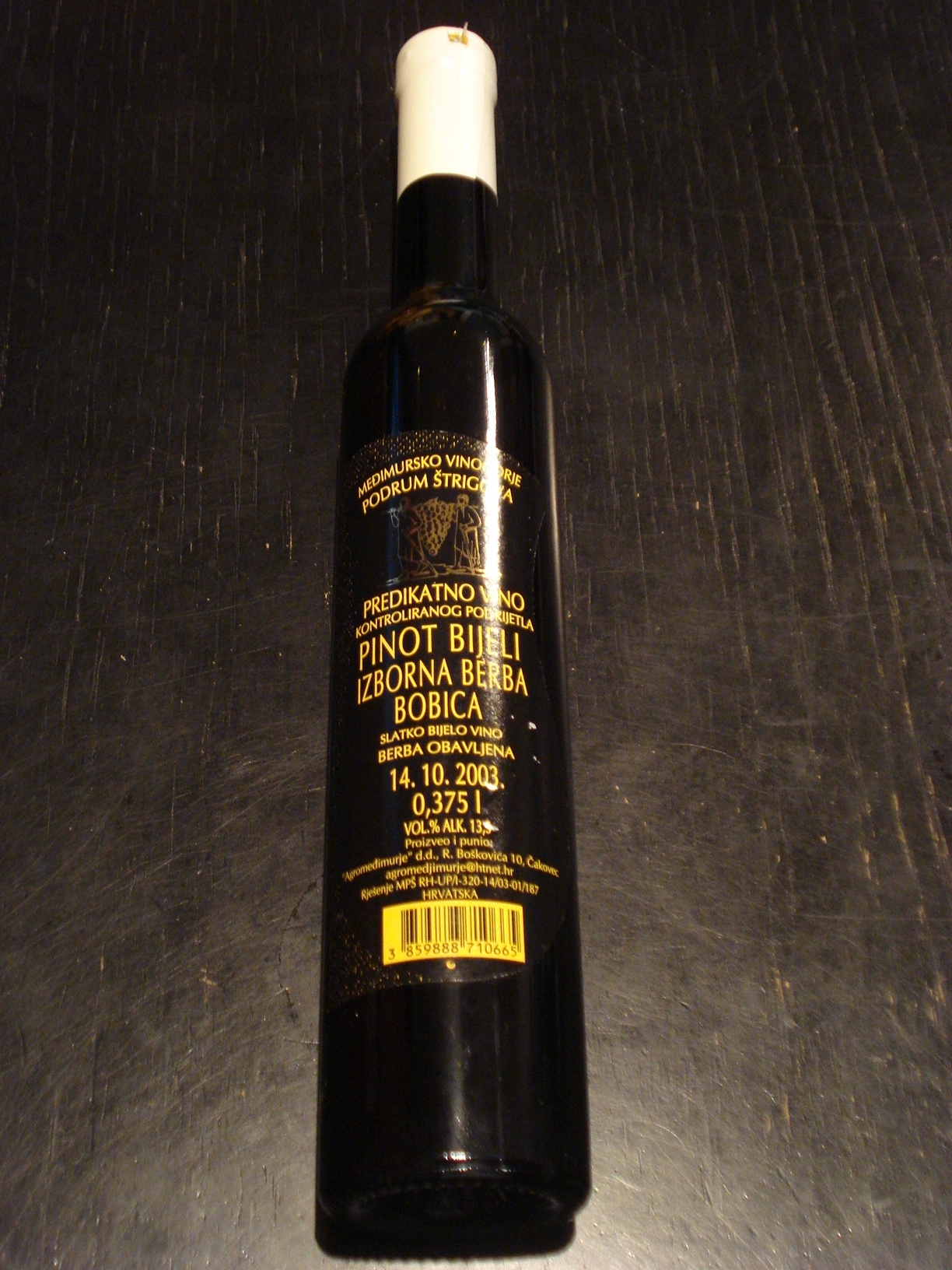
Eine Flasche Pinot Weiß (Prädikat Spätlese) des Jahrgangs 2003 aus der Gespanschaft Međimurje, Nordkroatien

Der Wein ist sehr gehaltvoll mit pikanter, an Äpfel erinnernder Säure und hat einen ausgeprägten Sortencharakter, ist aber im Gesamteindruck eher neutral. Der Wein baut sich langsam aus und erreicht seine höchste Qualität als Altwein. Gereifte Weine schmecken nach frischem Brot. Wegen des hohen Zuckergehaltes ihrer Trauben wird die Sorte häufig auch für die Herstellung von Prädikatsweinen verwendet.
Aufgrund seiner dezenten Art wird der Weißburgunder gerne zum Verschnitt mit anderen Sorten verwendet.
In südlicheren Anbaugebieten fehlt der Sorte oft die Säure, dort wurde sie daher vom Chardonnay verdrängt.
Siehe auch die Artikel Weinbau in Deutschland, Weinbau in Frankreich, Weinbau in Italien, Weinbau in Österreich und Weinbau in der Schweiz.

## Synonyme
128 Synonyme sind beim Institut für Rebenzüchtung Geilweilerhof bekannt: Ag Pino, Arbst Weiss, Arnaison Blanc, Arnoison, Auvernas, Auvernat, Auvernat Blanc, Auxerrois, Beli Pinot, Beyaz Burgunder, Biela Klevanjka, Bijeli Pino, Blanc De Champagne, Bon Blanc, Borgogna Bianca, Borgogna Bianco, Borgognino, Borgona Blanco, Borgonja Bela Mala, Boronja Malo Zrno, Burgunda, Burgundac, Burgundac Beli, Burgundac Bijeli, Burgunder Blanc, Burgunder Weiss, Burgunder Weisser, Burgundi Feher, Burgundi Kisfeher, Burgundische Ximenestraube, Burgundske Bieli, Burgundske Bile, Chardonnet Pinot Blanc, Claevner, Clevner, Daune, Epinette, Epinette Blanche, Feher Burgundi, Feher Kisburgundi, Feher Klevner, Feherburgundi, Fin Plant Dore, Gentil Blanc, Grossburgunder, Kisburgundi Feher, Klaevner, Klaevner Weisser, Kleinedel, Kleinedel Weisser, Kleiner Weiss, Klevanjka Bijela, Klevner, Klevner Weiss, Moreote Variete Blanche, Morillon Blanc, Noirien Blanc, Pineau, Pineau Blanc, Pineau Blanc Vrai, Pino Belii, Pino Belyi, Pino Blan, Pino Na Vino, Pinot Bianco, Pinot Bianco Verde, Pinot Bijeli, Pinot Blanc Chardonnet, Pinot Blanc D'alsace, Pinot Blanc Vrai, Pinot Branco, Pinot Doux, Pinot Verde, Plant De La Dole, Plant Dore, Rehfall, Roci Bile, Rouci Bile, Rulaender Weiss, Rulandske Biele, Rulandske Bile, Rulandsky Bile, Spaetburger Dore, Spaeter Weisser Burgunder, Vejser Burgunder, Vert Plant, Weiss Elder, Weissarbst, Weissburgunder, Weissclaeven, Weissclevener, Weisser Arbst, Weisser Burgunder, Weisser Klaevner, Weisser Klevner, Weissgelber Klevner, Weissklaevler, Weissklevner, Ximenesia Burgundica.